# Erick Delgado
Erick Delgado Vásquez (Lima, 30 de junio de 1982) es un exfutbolista y periodista peruano. Jugaba como guardameta y actualmente trabaja para el canal L1Max. Ha sido internacional con la selección de fútbol del Perú en 14 ocasiones, recibiendo 16 goles.

El Loco Delgado figura en la lista mundial de arqueros que alcanzaron más minutos sin ser batidos, habiendo mantenido su valla invicta por 791 minutos durante el Clausura 2005. 
Esta marca es además la tercera más larga en la historia del fútbol peruano, detrás de Gustavo Gonzales Terruel, también del Sporting Cristal (mantuvo su valla invicta por 14 partidos en 1989) y José Mendoza Ismodes de Alianza.

## Biografía
Delgado nació y se crio en el tradicional distrito del Rímac, es nieto del exfutbolista peruano Guillermo Delgado. Se inició en las divisiones inferiores del Sporting Cristal a los 10 años, equipo del cual es hincha, llegando a ser entrenado por el histórico Alberto Gallardo en diversas categorías de menores.

## Trayectoria
A la edad de 18 años, Erick Delgado fue portero del Cristal B durante los años 1999 al 2000 y luego ascendió al primer equipo del Sporting Cristal en el 2001, como el tercer arquero del equipo, detrás del por entonces arquero de la selección peruana Miguel Miranda y de Leao Butrón, fue parte de aquel equipo que clasificó a la Copa Libertadores 2002.

### Sporting Cristal (2001-2008)
Fue promovido como tercer arquero el año 2001, su debut profesional ocurrió el año 2002 en el Estadio Nacional del Perú por la tercera fecha del Torneo Apertura 2002 frente al Deportivo Coopsol, Cristal ganó 3-0 y como anécdota "el loco" salió expulsado en el segundo tiempo. Ese mismo año, tras una purga de futbolistas ordenada por el entrenador Paulo Autuori, Delgado se afianzó como el portero titular de su equipo. En la segunda mitad del año logró el título del Torneo Clausura y también el campeonato nacional 2002, consagrándose (con 20 años) como el portero titular más joven en alcanzar el título nacional con Sporting Cristal.
En los años siguientes, Delgado consiguió los títulos del Apertura 2003 y del Clausura 2004, además disputó la final nacional del 2004 frente al Alianza Lima y aunque su equipo perdió la final, Delgado mantuvo su arco invicto y en la tanda de penaltis atajó los disparos de Flavio Maestri y Waldir Sáenz. 
Su revancha llegó al año siguiente, en que consiguió el título del Clausura 2005 y en la final nacional ante Cienciano mantuvo nuevamente su portería invicta para el triunfo de Cristal y la obtención de su segundo campeonato nacional. Delgado mantuvo su arco invicto por 791 minutos, esto ocurrió entre el 13 de agosto de 2005 (donde estuvo 77 minutos sin recibir goles cuando Cristal derrota 2-1 al Atlético Universidad) hasta el 15 de octubre del mismo año (donde estuvo 84 minutos sin recibir goles cuando Cristal derrota 4-1 a la Univ. Cesar Vallejo), sumado los minutos jugados entre esas fechas, donde no recibió goles en 7 partidos, es decir 630 minutos. 
Durante el Descentralizado 2007 el Sporting Cristal corrió por primera vez el riesgo de descender de categoría, y aunque el club tuvo la peor campaña de su historia, Erick Delgado jugó una de sus mejores campañas salvando a su equipo en varios partidos claves. En el año 2008 Delgado sufrió una grave lesión en la primera fecha del campeonato, esta ocasionó que se perdiera la mayor parte del torneo. Este año marcó también el final de su primera etapa en Cristal. Fue reemplazado por Manuel Heredia y José Carvallo.

### Juan Aurich (2009)
El Juan Aurich contrató a Erick Delgado a pedido de Franco Navarro con el objetivo de pelear el Descentralizado 2009. Luego de quedar primero en el acumulado durante la primera etapa del torneo, quedaron relegados en las últimas fechas al segundo lugar de su Liguilla e imposibilitados de lograr el campeonato, a pesar de eso clasificó a la Copa Libertadores 2010.

### Sporting Cristal (2010-2012)
Volvió al Sporting Cristal para la temporada 2010 con el objetivo de conseguir nuevamente el campeonato nacional que venía siéndole esquivo al club por mucho tiempo, sin embargo, los siguientes años fueron de campañas irregulares en Cristal, sin lograr títulos ni clasificaciones a certámenes internacionales.
Tras el retiro del histórico futbolista peruano Roberto Palacios, Delgado fue elegido para sustituirlo como capitán de Cristal durante toda la temporada 2012, ya que para entonces el loco era definitivamente uno de los referentes de la historia moderna del club. Bajo la dirección técnica de Roberto Mosquera Cristal logró disputar una final nacional luego de largos siete años, esta vez en partidos de ida y vuelta ante el Real Garcilaso. Erick Delgado mantuvo nuevamente su arco invicto en finales nacionales y sacó campeón a Cristal por tercera vez en su carrera. Al finalizar el año la dirigencia de Cristal liderada por Pancho Lombardi optó por no renovar su contrato, pese a que el técnico Mosquera requería sus “servicios” para el año siguiente.

### Juan Aurich (2013-2014)
Desde el 2013 Erick Delgado actuó nuevamente en el Juan Aurich de Chiclayo, en ese año tuvo rencillas con el técnico José Mari Bakero, y lideró la “camita” contra el español provocando una serie de malos resultados que devinieron en el despido del comando técnico y el posterior arribo de Roberto Mosquera.

En 2014, por pedido de Mosquera se quedó en el club, sin embargo permaneció lesionado por 7 meses; en este lapso de tiempo Aurich logró el campeonato del Torneo Apertura clasificando al play off final. Delgado llegó a jugar aquella final contra Sporting Cristal (equipo al cual profesa su hinchaje), recibiendo goles con mucha facilidad; fue muy criticado por haberse “echado”, y entregado el título a Cristal traicionando a la dirigencia, al comando técnico, a sus compañeros y a la afición chiclayana. Luego de perder la final el club no renovó su contrato.

### Deportivo Municipal (2015-2017)
El 12 de enero de 2015, Delgado estampa su firma para defender los colores del Deportivo Municipal que regresó a la Primera División después de siete largos años.

### Universidad San Martin (2018)
El 9 de julio del 2018 estampa su firma con los Santos por lo que resta de la temporada.

### UTC (2019)
El 29 de diciembre de 2018 es anunciado como nuevo refuerzo de UTC por todo el 2019 para afrontar la Liga 1 y la Copa Sudamericana.

### Después de su retiro
A partir del 2023, inicio una nueva faceta como comentarista deportivo en el canal de YouTube "Erick & Gonzalo" logrando desenvolverse con gran éxito. Eso le valió además para sumarse como comentarista de los partidos transmitidos por L1 MAX. También tiene otros proyectos en YouTube como “Ni Loco Ni Santo” junto a Paco Bazán y su programa propio “La Hora del Loco”.
En el año 2024 fue parte de la décima temporada de El Gran Chef Famosos, también conocida como El Gran Chef Famosos: La Academia. 

## Estadísticas
Actualizado hasta su último partido disputado el 23 de noviembre de 2020.
| Club                                                                                                | Div.             | Temporada        | Liga  | Liga  | Liga | Copas nacionales(1) | Copas nacionales(1) | Copas nacionales(1) | Torneos internacionales(2) | Torneos internacionales(2) | Torneos internacionales(2) | Total(3) | Total(3) | Total(3) |
| Club                                                                                                | Div.             | Temporada        | Part. | Goles | V. I | Part.               | Goles               | V. I                | Part.                      | Goles                      | V. I                       | Part.    | Goles    | V. I     |
| --------------------------------------------------------------------------------------------------- | ---------------- | ---------------- | ----- | ----- | ---- | ------------------- | ------------------- | ------------------- | -------------------------- | -------------------------- | -------------------------- | -------- | -------- | -------- |
| Sporting Cristal · Perú                                                                             | 1ª               | 2002             | 34    | -     | -    | —                   | —                   | —                   | 2                          | -2                         | 1                          | 36       | +2       | +1       |
| Sporting Cristal · Perú                                                                             | 1ª               | 2003             | 36    | - 32  | -    | —                   | —                   | —                   | 6                          | -7                         | 1                          | 42       | - 39     | +1       |
| Sporting Cristal · Perú                                                                             | 1ª               | 2004             | 16    | - 18  | 3    | —                   | —                   | —                   | 1                          | -2                         | 0                          | 17       | - 20     | 3        |
| Sporting Cristal · Perú                                                                             | 1ª               | 2005             | 43    | - 33  | 6    | —                   | —                   | —                   | 6                          | -10                        | 2                          | 49       | - 43     | 8        |
| Sporting Cristal · Perú                                                                             | 1ª               | 2006             | 39    | - 22  | 13   | —                   | —                   | —                   | 6                          | -12                        | 0                          | 45       | - 34     | 13       |
| Sporting Cristal · Perú                                                                             | 1ª               | 2007             | 31    | - 46  | 5    | —                   | —                   | —                   | 2                          | -6                         | 0                          | 33       | - 52     | 5        |
| Sporting Cristal · Perú                                                                             | 1ª               | 2008             | 7     | - 5   | 3    | —                   | —                   | —                   | —                          | —                          | —                          | 7        | - 5      | 3        |
| Juan Aurich · Perú                                                                                  | 1ª               | 2009             | 42    | - 42  | 17   | —                   | —                   | —                   | —                          | —                          | —                          | 42       | - 42     | 17       |
| Sporting Cristal · Perú                                                                             | 1ª               | 2010             | 40    | - 49  | 9    | —                   | —                   | —                   | —                          | —                          | —                          | 40       | - 49     | 9        |
| Sporting Cristal · Perú                                                                             | 1ª               | 2011             | 23    | - 24  | 5    | —                   | —                   | —                   | —                          | —                          | —                          | 23       | - 24     | 5        |
| Sporting Cristal · Perú                                                                             | 1ª               | 2012             | 31    | - 29  | 11   | —                   | —                   | —                   | —                          | —                          | —                          | 31       | - 29     | 11       |
| Sporting Cristal · Perú                                                                             | Total club       | Total club       | 300   | - 258 | 55   | 0                   | 0                   | 0                   | 23                         | - 39                       | 4                          | 323      | - 297    | 59       |
| Juan Aurich · Perú                                                                                  | 1ª               | 2013             | 37    | - 36  | 12   | —                   | —                   | —                   | 2                          | - 6                        | 0                          | 39       | - 42     | 12       |
| Juan Aurich · Perú                                                                                  | 1ª               | 2014             | 13    | - 18  | 5    | 1                   | - 1                 | 0                   | —                          | —                          | —                          | 14       | - 19     | 5        |
| Juan Aurich · Perú                                                                                  | Total club       | Total club       | 92    | - 96  | 44   | 1                   | - 1                 | 0                   | 2                          | - 6                        | 1                          | 95       | - 103    | 44       |
| Deportivo Municipal · Perú                                                                          | 1ª               | 2015             | 32    | - 35  | 12   | 10                  | - 16                | 4                   | —                          | —                          | —                          | 42       | - 51     | 16       |
| Deportivo Municipal · Perú                                                                          | 1ª               | 2016             | 39    | - 44  | 18   | —                   | —                   | —                   | —                          | —                          | —                          | 39       | - 44     | 18       |
| Deportivo Municipal · Perú                                                                          | 1ª               | 2017             | 34    | - 34  | 11   | —                   | —                   | —                   | 2                          | - 3                        | 0                          | 34       | - 42     | 11       |
| Deportivo Municipal · Perú                                                                          | Total club       | Total club       | 105   | - 113 | 30   | 10                  | - 16                | 4                   | 2                          | - 3                        | 0                          | 117      | - 132    | 45       |
| Universidad San Martín · Perú                                                                       | 1ª               | 2018             | 19    | - 29  | 7    | —                   | —                   | —                   | —                          | —                          | —                          | 19       | - 29     | 7        |
| Universidad San Martín · Perú                                                                       | Total club       | Total club       | 19    | - 29  | 7    | 0                   | 0                   | 0                   | 0                          | 0                          | 0                          | 19       | - 29     | 7        |
| U. T. C. · Perú                                                                                     | 1ª               | 2019             | 29    | - 39  | 8    | 2                   | 0                   | 2                   | 1                          | - 1                        | 0                          | 32       | - 40     | 10       |
| U. T. C. · Perú                                                                                     | Total club       | Total club       | 29    | - 39  | 8    | 2                   | 0                   | 2                   | 1                          | -1                         | 0                          | 32       | - 40     | 10       |
| Academia Cantolao · Perú                                                                            | 1ª               | 2020             | 20    | - 31  | 5    | —                   | —                   | —                   | —                          | —                          | —                          | 20       | - 31     | 5        |
| Academia Cantolao · Perú                                                                            | Total club       | Total club       | 20    | - 31  | 5    | 0                   | 0                   | 0                   | 0                          | 0                          | 0                          | 20       | - 31     | 5        |
| Total en carrera                                                                                    | Total en carrera | Total en carrera | 565   | - 566 | 149  | 13                  | - 17                | 6                   | 28                         | - 49                       | 5                          | 606      | - 632    | 160      |
| (1)Incluye datos del Torneo del Inca. (1)Incluye datos de la Copa Libertadores y Copa Sudamericana. |                  |                  |       |       |      |                     |                     |                     |                            |                            |                            |          |          |          |

## Palmarés

### Torneos Cortos
| Título          | Club             | País | Año  |
| --------------- | ---------------- | ---- | ---- |
| Torneo Clausura | Sporting Cristal | Perú | 2002 |
| Torneo Apertura | Sporting Cristal | Perú | 2003 |
| Torneo Clausura | Sporting Cristal | Perú | 2004 |
| Torneo Clausura | Sporting Cristal | Perú | 2005 |
| Torneo Apertura | Juan Aurich      | Perú | 2014 |

### Campeonatos nacionales
| Título                    | Club             | País | Año  |
| ------------------------- | ---------------- | ---- | ---- |
| Primera División del Perú | Sporting Cristal | Perú | 2002 |
| Primera División del Perú | Sporting Cristal | Perú | 2005 |
| Primera División del Perú | Sporting Cristal | Perú | 2012 |

### Distinciones individuales
| Distinción                                                                                            | Año  |
| --- | ---- |
| Incluido en el equipo ideal del Campeonato Descentralizado según el portal periodístico DeChalaca.com | 2013 |